# 盛欣
盛欣（英語：Shing Yan，代號：M17）是香港元朗區議會下轄的選區，2019年設立，2023年取消，末任區議員為前朱凱廸新西團隊成員區國權。

## 範圍
選區位於天水圍新市鎮南部及屏山北部，包括屏欣苑以及天盛苑盛彩閣、盛昭閣、盛頤閣、盛賢閣和盛匯閣；與其相鄰的選區有屏山中、天盛及天耀，名稱來自天盛苑及屏欣苑各取一字。

## 沿革
2018年選舉管理委員會因應原有屏山中及天盛選區2019年預計人口均會超出法定上限，故此需要增加新選區以吸納超出的人口。當中以屏山中內新落成的屏欣苑劃出新選區，並吸納天盛選區的天盛苑盛彩閣、盛昭閣、盛頤閣、盛賢閣和盛匯閣組成盛欣選區，使各選區人口調整到法例許可幅度之內。由於新增席位破壞以往天盛苑（約二萬二千人）遠高於標準人口基數（約一萬七千人）近三成卻以社區完整性劃為單一選區的慣例，居民指有關劃界改動會破壞社區和諧和連繫。諮詢時接獲支持及反對意見，但基於未能有其他可行方案，諮詢結果維持原有計劃設立本選區。
2019年區議會選舉，有五名候選人角逐，當中以實政圓桌莊豪鋒、新界社團聯會林慧明及民主派協調機制民主動力認可的朱凱廸新西團隊成員區國權為主，結果由朱凱廸新西團隊成員區國權以過半票數勝出，成為本區首任區議員。2021年5月20日，朱凱廸新西團隊宣佈解散，區國權以獨立民主派身份繼續活躍。2021年7月8日，因應政府計劃追討協助民主派初選區議員的酬金津貼傳聞所帶動的區議員辭職潮中，區國權辭去區議員職務。

## 歷屆議員
| 屆別                 | 議員   | 政治聯繫 | 政治聯繫                   |
| -------------------- | ------ | -------- | -------------------------- |
| 2020年－2021年7月8日 | 區國權 |          | 朱 朱凱廸新西團隊 → 無黨籍 |
| 2021年7月9日－2023年 | 懸空   | 懸空     | 懸空                       |

## 歷屆選舉結果
| 政党   | 政党           | 候选人    | 票数  | %     | ±      |
| ------ | -------------- | --------- | ----- | ----- | ------ |
|        | 實政圓桌       | ①. 莊豪鋒 | 1,195 | 18.85 | 新選區 |
|        | 新界社團聯會   | ②. 林慧明 | 1,495 | 23.58 | 新選區 |
|        | 獨立民主派     | ③. 吳嘉駿 | 61    | 0.96  | 新選區 |
|        | 無黨派         | ④. 黃國雄 | 60    | 0.95  | 新選區 |
|        | 朱凱迪新西團隊 | ⑤. 區國權 | 3,530 | 55.67 | 新選區 |
| 多数票 | 多数票         | 多数票    | 2,035 | 32.09 | 新選區 |